# Herbertus Bikker
Herbertus Bikker (* 15. Juli 1915 in Alblasserdam; † 1. November 2008 in Hagen-Haspe), genannt „de Beul van Ommen“ bzw. „der Henker von Ommen“,  war ein niederländischer Kriegsverbrecher und Mitglied der Waffen-SS, der 1943 die deutsche Staatsbürgerschaft erhielt.
Bikker ist der nach niederländischem Recht verurteilte Mörder des am 17. November 1944 in den besetzten Niederlanden getöteten 27-jährigen Widerstandskämpfers Jan Houtman. Seinen Beinamen erhielt er auf Grund seines brutalen Verhaltens im Straf- und Arbeitslager Erika in Ommen.
Nach dem Zweiten Weltkrieg wurde er in den Niederlanden zum Tode verurteilt. 1952 gelang ihm gemeinsam mit den Kriegsverbrechern Willem Polak (1915–1993), Klaas Carel Faber (1922–2012), Antoine Touseul (1921–1991), Sander Borgers (1917–1985), Willem van der Neut (1919–1983) und Jacob de Jonge die Flucht aus dem „Kuppelgefängnis“ von Breda (Niederlande) in die Bundesrepublik Deutschland, wo er bis zum Jahre 1995 unbehelligt in Hagen leben konnte. Ausländische SS-Angehörige hatten auf Grund eines Führererlasses vom Mai 1943 die deutsche Staatsbürgerschaft erhalten, eine Rechtsauffassung, die von den Nachkriegsjuristen geteilt wurde. Als deutscher Staatsbürger wurde er nicht an die Niederlande ausgeliefert. 
Schließlich wurde ihm als einem der letzten NS-Täter doch noch der Prozess gemacht. Nachdem ihm ein Arzt beschränkte Vernehmungsfähigkeit zugeschrieben hatte, fand das Verfahren statt, wurde jedoch wegen eines Schwächeanfalls Bikkers abgebrochen. Das Landgericht Hagen stellte das Verfahren 2004 letztendlich wegen andauernder Verhandlungsunfähigkeit ein.
Bikker starb am 1. November 2008 in seiner Wohnung, aber sein Tod wurde erst im April 2009 bekanntgemacht.